# Лючиани, Луиджи
Луиджи Лючиа́ни (итал. Luigi Luciani; 23 ноября 1840, Асколи-Пичено, Италия — 23 июня 1919, Рим, Италия) — итальянский кардиолог и физиолог.
Член и вице-президент Медицинской академии Рима, член Туринской и Неаполитанской АН, иностранный член Лондонского королевского общества (1918).

## Биография
Родился 23 ноября 1840 года в Асколи-Пичено в семье представителей интеллигенции. В 1862 году поступил в Болонский университет, который окончил в 1868 году. С 1872 по 1874 год работал в Германии в лаборатории К. Ф. Людвига, будучи его учеником. С 1875 по 1880 год — профессор общей патологии Пармского университета. С 1880 по 1882, с 1882 по 1893 и с 1893 по 1917 годы занимал должность профессора физиологии в Сиенском, Флорентийском и Римском университетах. Огромную популярность Луиджи Лючиани принесла работа в Риме, где он внёс огромный вклад в воспитание и обучение будущих светил науки. Благодаря его заслугам было выпущены много дипломированных специалистов, в том числе Джузеппе Амантеа. С 1917 года вышел на пенсию.
Скончался Луиджи Лючиани 23 июня 1919 года в Риме от инфекции мочевыводящих путей.

## Научные работы
Основные научные работы посвящены физиологии сердца, изучению влияния длительного голодания на организм человека, физиологии нервной системы, главным образом мозжечка. Луиджи Лючиани — автор 44 научных работ.
- Описал фазы сердечной деятельности.
- Пришёл к выводу об автоматической деятельности дыхательного центра.
- Создал теорию функций мозжечка.

## Награды и премии
- Орден Короны Италии;
- Орден Святых Маврикия и Лазаря;
- Савойский гражданский орден.